# Schefflera guanayensis
Schefflera guanayensis là một loài thực vật có hoa trong Họ Cuồng cuồng. Loài này được Maguire, Steyerm. & Frodin miêu tả khoa học đầu tiên năm 1984.